# Wilhelm Johannsen
Wilhelm Ludvig Johannsen (Helsingør, 3 de fevereiro de 1857 - Copenhaga, 11 de Novembro de 1927) foi um botânico dinamarquês, fisiologista vegetal e geneticista. Em 1909 criou o termo gene. Também desenvolveu a Teoria das Linhas Puras, observando que a seleção só era efetiva quando baseada em diferenças genéticas (genótipo), e não ambientais (fenótipo). 